# Les Miracles de Brahmane
Les Miracles de Brahmane, venuda als Estats Units com The Miracles of Brahmin i al Regne Unit por The Miracles of the Brahmin, és un curtmetratge mut francès del 1900 de Georges Méliès. Va ser venut per la Star Film Company de Méliès i està numerat del 237 al 240 als seus catàlegs.
La pel·lícula deriva d'un acte de màgia creat i interpretat per Méliès al seu escenari de París, el Théâtre Robert-Houdin. Méliès apareix a la pel·lícula com el brahman del títol; segons l'historiador del cinema Georges Sadoul, Jeanne Mareyla interpreta a la dona al centre del grup de tres. Sobreviu una còpia de la pel·lícula, que es va projectar al festival de cinema Il Cinema Ritrovato el 2020.